# Miha Pirih
Miha Pirih (Jesenice, Yugoslavia, 10 de marzo de 1978) es un deportista esloveno que compitió en remo. Su hermano Tomaž compitió en el mismo deporte.
Ganó una medalla de bronce en el Campeonato Mundial de Remo de 2009, en la prueba de cuatro sin timonel. Participó en tres Juegos Olímpicos de Verano, entre los años 2000 y 2008, ocupando el cuarto lugar en Pekín 2008, en la misma prueba.

## Palmarés internacional
| Campeonato Mundial | Campeonato Mundial | Campeonato Mundial | Campeonato Mundial |
| Año                | Lugar              | Medalla            | Prueba             |
| ------------------ | ------------------ | ------------------ | ------------------ |
| 2009               | Poznań (Polonia)   | Medalla de bronce  | Cuatro sin timonel |